# شهر بابک (بیله‌سوار)
بابک (بیله سوار) یک شهر در شهرستان بیله سوار است.
بابک شهر است که در استان اردبیل، شهرستان بیله‌سوار، بخش مرکزی،  قرار دارد.
شهر بابک سومین  بعد از شهر بیله‌سوار و جعفرآباد در شهرستان است.

## جغرافیا
- - شهر بابک طرف شمال غربی شهرستان بیله سوار واقع شده و نسبت به آن در ارتفاع بالاتری قرار دارد ارتفاع روستا از سطح دریا۳۳۷ متر و در ۴۸درجه جنوبی و ۳۹درجه شمالی کره زمین قرار گرفته‌است.
  - فاصله با نزدیکترین شهر به شهر بابک در طرف شرق شهرستان بیله سوار با فاصله ۱۵کیلومتری واقع شده که برای انجام کلیه کارهای اداری مردمان شهر به این شهر می‌روند از غرب بخش جعفرآباد با فاصله ۱۵ کیلومتر از جنوب روستاهای خانباباکندی، روح کندی و از شمال کشور آذربایجان می‌باشد.
  - شکل سکونت روستا شکل روستا اوایل به علت خطر حیوانات وحشی و دزدان دام طیور و استفاده بهینه از زمین‌های آبی به صورت متراکم با نمای بیرونی ساختمانی به شکل شیروانی تشکیل گردیده که بعدها بعد از اجرای طرح هادی شکل خیابانها و کوچه‌ها وساختمانها ی روستا عادی تر شده‌است. ساکنین روستا در موقع تشکیل حدود۲۰۰ خانوار بوده که الان به حدود ۷۰۰ خانوار با جمعیت تقریبی ۲۶۵۶ رسیده‌است.

## تاریخ پیدایش شهر
- - تاریخچه پیدایش شهر، شهر بعد از کانال کشی آب‌های زراعی بر روی یک تپه همار با مساحت ۳۱۰ هکتار در تاریخ ۵۷–۵۶ بنا گردیده.
  - ساکنان شهر اکثریت از طایفه‌های طالش میکائیل، خسرولو، مغانلو، قوجه بیگلو، قره باغلو، قره داغ لو، نوشونلو و… تشکیل یافته. طایفه‌های ذکرشده کوچ نشینان عشایر شاه سون بودند که بعد از طرح تقسیم اراضی اسکان یافتند امرار معاش ساکنین روستا از طریق کشاورزی ودامداری می‌باشد.
  - منابع تاریخی در رابطه با شهر گفته می‌شود که نادر شاه افشار برای آبادانی زمین‌های زراعی منطقه کانال‌های آبی با کمک نیروی انسانی از اصلاندوز شروع کرده و بعد از گذشت روستاهای تازه کند، گوردگل، بابک وادامه مسیر تا خاک کشور آذربایجان بوده‌است. تپه‌های ایجاده شده از حفر کانال تا به امروز با قیمانده و به نام کانال نادرشاه مشهور می‌باشد.

## طبیعت
- - گونه‌های جانوری شهر
    - گونه‌های اهلی: گاو، گوسفند، گاو میش، اسب، سگ، بز، الاغ
    - گونه‌های وحشی شامل: گرگ، روباه، خوک، گراز، شغال، سگ آبی، گربه وحشی، خرگوش، لاک‌پشت، انواع مارهای سمی وغیر سمی، موش، سمور، سوسمار، جوجه تیغی و… انواع پرندگان مهاجر وبومی شامل غازهای وحشی، قو، درنا، لک لک، اوردک، خروس، کپک مرغ تاج دار ع سار، تاتار، گنجشک، بوقلمون، مرغ و…

  - گونه‌های گیاهی شهر:
    - دستهٔ اول جزوگیاهان زراعی منطقه شامل: گندم، جو، عدس، سویا، کنجد، ذرت، سورگوم، لوبیا، کلزا، نخود، یونجه، شبدر، پنبه وانواع سیفی جات وسبزیجات
    - دسته دوم جزو علف‌های هرز غالب منطقه شامل: یولاف وحشی ‘ ارزن وحشی، قیاق، کنگروحشی، پنجه مرغی، سوروف، پیچک صحرایی، بی تی راغ، سیاهدانه، خونی واش، ترشک و…

## جمعیت
- در سال ۱۳۹۵ جمعیت این شهر ۲۶۵۶ نفر با ۷۴۵ خانوار بوده‌است.
- مساحت مسکونی شهر تقریباً ۱۵۷٫۹۹ هکتار می‌باشد.
- شهر  بابک سومین  شهر شهرستان بیله سوار است.

## اماکن عمومی
اماکن درونی شهر:
- -     - مدرسه ابتدائی دخترانه و پسرانه
    - مدرسه راهنمایی پسرانه و دخترانه
    - دبیرستان دخترانه
    - دبیرستان پسرانه
    - مخابرات
    - مرکز بهداشت
    - دهیاری
    - مرکز ترویج وخدمات جهاد کشاورزی
    - کتابخانه عمومی
    - پست بانک
    - دارالقرآن
    - مهد کودک
    - پایگاه مقاومت بسیج
    - جایگاه سوخت
    - انبار سیلو
    - شرکت تعاونی روستایی
    - خانه‌های سازمانی وابسته به جهاد کشاورزی
    - سه مسجد به نام‌های مسجد جامع، صاحب الزمان، عباسی وچندین حسینه هیئت‌های مذهبی می‌باشد.

## مشکلات
- - شهر  بابک دارای بعضی شرایط ارتقا به شهر است که انتظار می‌رود در سالیان نه چندان دور به شهر ارتقا شود.
    - مناسب نبودن جاده شهر  و قدیمی بودن بافت آسفالت جاده و کم عرض شدن جاده طی سالیان اخیر که منجر تصادف می‌شود.
    - عدم وجود پمپ بنزین و جایگاه CNG.
    - قطعی مکرر آب در تابستان.
    - نبود بانک در شهر .

```
بانک ملی و 
بانک صادرات
 بدلایلی از شهر  رفتند.
```

## ارتقا به شهر
روستای بابک در سال ۱۴۰۱ به شهر ارتقا یافت.